# Campeonato Europeo de Biatlón de 2010
El XVII Campeonato Europeo de Biatlón se celebró en la localidad de Otepää (Estonia) entre el 1 y el 7 de marzo de 2010 bajo la organización de la Unión Internacional de Biatlón (IBU) y la Federación Estonia de Biatlón.

## Resultados

### Masculino
| Evento                      | Oro                                                                               | Plata                                                                                    | Bronce                                                                             |
| --------------------------- | --------------------------------------------------------------------------------- | ---------------------------------------------------------------------------------------- | ---------------------------------------------------------------------------------- |
| 10 km velocidad (06.03)     | Daniel Böhm · Alemania · 26:29,4                                                  | Alexei Volkov · Rusia · 26:48,5                                                          | Ronny Hafsås · Noruega · 26:56,7                                                   |
| 20 km individual (02.03)    | Christoph Knie · Alemania · 59:48,0                                               | Oleh Berezhny · Ucrania · 1:00:03,3                                                      | Alexei Volkov · Rusia · 1:00:09,0                                                  |
| 12,5 km persecución (07.03) | Alexei Volkov · Rusia · 35:19,6                                                   | Erik Lesser · Alemania · 36:10,2                                                         | Christoph Knie · Alemania · 36:20,3                                                |
| Relevos 4 × 7,5 km (04.03)  | Alemania · Simon Schempp · Erik Lesser · Daniel Böhm · Christoph Knie · 1:20:20,5 | Rusia · Alexei Volkov · Dmitri Malyshko · Vladimir Semakov · Viktor Vasiliev · 1:22:02,3 | Francia Tanguy Roche Jean-Guillaume Béatrix Arnaud Langel Vincent Porret 1:22:38,1 |

### Femenino
| Evento                    | Oro                                                                                               | Plata | Bronce                                                                                               |
| ------------------------- | ------------------------------------------------------------------------------------------------- | --- | --- |
| 7,5 km velocidad (06.03)  | Valentyna Semerenko · Ucrania · 21:58,5                                                           | Diana Rasimovičiūtė · Lituania · 22:27,5                                                                 | Viktoriya Semerenko · Ucrania · 22:34,9                                                              |
| 15 km individual (02.03)  | Kathrin Hitzer · Alemania · 50:14,0                                                               | Diana Rasimovičiūtė · Lituania · 50:51,9                                                                 | Franziska Hildebrand · Alemania · 51:21,1                                                            |
| 10 km persecución (07.03) | Viktoriya Semerenko · Ucrania · 31:47,2                                                           | Kathrin Hitzer · Alemania · 32:50,5                                                                      | Yekaterina Shumilova · Rusia · 32:56,3                                                               |
| Relevos 4 × 6 km (04.03)  | Alemania · Stefanie Hildebrand · Juliane Döll · Franziska Hildebrand · Kathrin Hitzer · 1:15:15,4 | Ucrania · Olena Pidhrushna · Valentyna Semerenko · Svitlana Krykonchuk · Viktoriya Semerenko · 1:15:35,8 | Rusia · Olga Vilujina · Yekaterina Yurlova · Yekaterina Glazyrina · Yekaterina Shumilova · 1:15:41,8 |

## Medallero
| Núm. | País     | Oro | Plata | Bronce | Total |
| ---- | -------- | --- | ----- | ------ | ----- |
| 1    | Alemania | 5   | 2     | 2      | 9     |
| 2    | Ucrania  | 2   | 2     | 1      | 5     |
| 3    | Rusia    | 1   | 2     | 3      | 6     |
| 4    | Lituania | 0   | 2     | 0      | 2     |
| 5    | Francia  | 0   | 0     | 1      | 1     |
| 5    | Noruega  | 0   | 0     | 1      | 1     |
|      | TOTAL    | 8   | 8     | 8      | 24    |